# Impellitteri
Impellitteri — американская хэви-метал-группа, основанная в 1987 году в городе Лос-Анджелес гитаристом-виртуозом Крисом Импеллиттери.

## История
Группу основал в 1987 году гитарист из Лос-Анджелеса Крис Импеллиттери. В том же году вышел первый одноимённый мини-альбом группы — Impellitteri, содержащий 4 коротких композиции. Вокалистом выступил Роб Рок, в дальнейшем принимавший участие в 2 частях знаменитой метал-оперы Avantasia, а также работавший с Акселем Руди Пеллем и многими другими коллективами.
Более значимый успех ждал группу после выхода первого полноформатного официального студийного альбома в 1988 году — Stand in Line. Помимо того, альбом вмещал в себя кавер-версию песни «Somewhere Over the Rainbow», а также кавер на песню «Since You’ve Been Gone» английского рок-певца, гитариста и автора песен Расса Балларда (Russ Ballard), кавер-версию которой в свою очередь исполнил Грэм Боннет в 1979 году, когда он был фронтменом группы Rainbow. Завершающий трек являлся инструментальной композицией под названием Playing with Fire, представляющая собой гитарное соло Криса.
В последующие годы, состав группы неоднократно менялся, единственными постоянными участниками оставались только Крис и бас-гитарист Джеймс Пулли. Всего, за время своего существования, группа выпустила 10 студийных альбомов.
4 марта 2015 года, коллектив выпустил свой 10-й по счёту студийный альбом под названием Venom, на лейбле Victor Entertainment, с которым группа сотрудничает на протяжении почти всей карьеры, начиная с 1992 года. Альбом был записан с новым участником — барабанщиком Джоном Детте.

## Дискография

### Студийные альбомы
- Stand in Line (1988)
- Grin and Bear It (1992)
- Answer to the Master (1994)
- Screaming Symphony (1996)
- Eye of the Hurricane (1997)
- Crunch (2000)
- System X (2002)
- Pedal to the Metal (2004)
- Wicked Maiden (2009)
- Venom (2015)
- The Nature of the Beast (2018)

### Мини-альбомы (EP)
- Impellitteri (1987)
- Victim of the System (1993)
- Fuel for the Fire (1997)

### Концертные альбомы
- Live! Fast! Loud! (1998)

### Компиляции
- The Very Best of Impellitteri: Faster Than the Speed of Light (2002)

## Составы

### Текущий состав
- Роб Рок — вокал (1987, 1992—2000, 2008-наши дни)
- Крис Импеллиттери — электрогитара (1987—1990, 1992-наши дни)
- Джеймс Амелио Пулли — бас-гитара (1992-наши дни)
- Джон Детте — ударные (2015-наши дни)

### Бывшие участники
- Тед Дэйс — бас-гитара (1987)
- Лони Сильва — ударные (1987)
- Грэм Боннэт — вокал (1988—1990, 2000—2002)
- Чак Райт — бас-гитара (1988, 1992)
- Пэт Торпи — ударные (1988)
- Стэт Хоуланд — ударные (1988—1990)
- Фил Вольфе — клавишные (1988—1990)
- Клод Шнелл — клавишные (1990)
- Кен Мэри — ударные (1992, 1994—1999)
- Куртис Скелтон — вокал (2003—2008)
- Глен Собель — ударные (1999—2014)